# Henrietta (New York)
Henrietta è un comune degli Stati Uniti d'America, situato nello stato di New York, nella contea di Monroe.